# Палау-де-Жель
Палау-де-Жель кат. Palau de Gel — ледовый дворец в Барселоне.
Ледовый стадион вместимостью чуть более тысячи мест был возведён около знаменитого Камп Ноу, на котором стала выступать хоккейная команда «Барселона», сегодня являющаяся чемпионом Испанской хоккейной суперлиге. В настоящее время за играми клуба могут наблюдать 1256 болельщиков. Площадь здания — 3650 м².
Кроме хоккейных встреч, на льду проводились турниры по фигурному катанию. Также дворец может быть приспособлен для игр в зале (волейбол, гандбол, баскетбол и т. д.). В нём было проведено два чемпионата мира по фехтованию. Во время Олимпиады 1992 года дворец использовался в качестве тренировочного зала.